# Herpes corneae
Der Herpes corneae (Herpes simplex corneae, Herpes-simplex-Keratitis, Herpetische Keratitis, Keratoconjunctivitis herpetica) ist primär eine Entzündung der Hornhaut des Auges (Keratitis) und eventuell zusätzlich der Bindehaut (Keratokonjunktivitis) durch eine Herpes-simplex-Infektion. Der Erreger ist überwiegend das Herpes-simplex-Virus 1 (HSV-1), seltener das HSV-2. Der Herpes corneae gehört zu den häufigsten Hornhaut-Entzündungen des Erwachsenenalters.

## Krankheitsbild
Die Infektion der Hornhaut geschieht meist durch Reaktivierung einer Herpes-simplex-Infektion oder nach Autoinokulation beispielsweise eines Herpes labialis. Neben möglicherweise sichtbaren Bläschen an den Lidrändern, geht ein Herpes corneae mit den typischen Symptomen einer Keratitis einher: Rötung, Fremdkörpergefühl, „Sand im Auge“, Lichtscheu und Sehverschlechterung. Eine gesteigerte Absonderung von Tränenflüssigkeit muss beim Herpes corneae nicht vorliegen.
Man kann nach der Tiefe der betroffenen Schicht drei Formen des Herpes corneae unterscheiden:
1. Die oberflächliche, nur die Epithelschicht der Hornhaut betreffende Keratitis dendritica (epitheliale Keratitis), bei der die Sensibilität der Hornhaut eingeschränkt oder aufgehoben sein kann.
2. Die tiefere, das Stroma betreffende Keratitis disciformis (stromale Keratitis), bei der die Epithelschicht intakt bleibt und im Stroma scheibenförmige Infiltrate sichtbar werden.
3. Die endotheliale Keratitis oder Uveitis, die bei schwereren Verläufen durch Einschwemmung von Viren in das Kammerwasser zusätzlich entsteht. Diese Form bewirkt eine Schwellung der Endothelzellschicht an der Rückseite der Hornhaut und kann zu einem sekundären Glaukom führen.

## Diagnostik
Die Diagnose wird zunächst nach dem klinischen Erscheinungsbild und dem rezidivierenden Verlauf gestellt. Nach Anfärben mit Fluorescein und Betrachtung in der Spaltlampe (oder schon mit bloßem Auge) sind bei der Keratitis dendritica typische baumartige Verzweigungen (gr. δένδρον: Baum) auf der Hornhautoberfläche zu sehen, die für die Diagnose dieser Form beweisend sind. Ein Hinweis ist auch die herabgesetzte Hornhautsensibilität. Die Diagnose kann nur durch direkten Erregernachweis mittels PCR aus einem Hornhautabstrich gesichert werden. Serologische Nachweisverfahren sind beim Herpes corneae nutzlos.
Bleibt eine eindeutige Diagnosestellung aus, ist eine Corneabiopsie oder die Punktion von Kammerwasser zu erwägen.

## Differentialdiagnose
Als mögliche Differentialdiagnosen kommen eine Varizella-zoster-Keratitis bei einem Herpes zoster des Nervus ophthalmicus oder nicht-virale Ursachen einer Keratitis in Betracht. Die Symptome können bei oberflächlicher Betrachtung auch mit denen eines akuten Keratokonus verwechselt werden.

## Therapie
Die Therapie besteht in einer lokalen Anwendung von Virostatika als Augentropfen oder Augensalben. Wirksam sind Aciclovir, Trifluorthymidin zunächst höherdosiert für drei Tage, dann in üblicher Dosierung für weitere zehn Tage. Eine längerfristige lokale Therapie mit Virostatika kann zu einer Schädigung der Epithelschicht des Auges führen. Glucocorticoide sind bei allen Formen des Herpes corneae kontraindiziert, da sie die lokale Abwehr hemmen und die Virusausbreitung begünstigen. Eine Rezidivprophylaxe ist bei häufigem Auftreten und schweren Verläufen mit einer dauerhaften Gabe von Aciclovir zu erwägen.